# Max Horkheimer
Max Horkheimer (Estugarda, 14 de fevereiro de 1895 – Nuremberga, 7 de julho de 1973) foi um filósofo e sociólogo alemão, famoso por seu trabalho em teoria crítica como membro da "Escola de Frankfurt" de pesquisa social. Em suas obras, Horkheimer abordou o autoritarismo, o militarismo, a ruptura econômica, a crise ambiental e a pobreza da cultura de massa, usando a filosofia da história como estrutura. Isso se tornou o fundamento da teoria crítica. Seus trabalhos mais importantes incluem Eclipse da razão (1947), Entre filosofia e ciências sociais (1930-1938) e, em colaboração com Theodor Adorno, Dialética do Esclarecimento (1947). Por meio da Escola de Frankfurt, Horkheimer planejou, apoiou e possibilitou outros trabalhos significativos.
A cidade de Frankfurt homenageou Max Horkheimer em 1953 com o distintivo Goethe e o nomeou, em 1960, cidadão honorário. Em 2014, a Universidade de Frankfurt nomeou uma rua em sua homenagem. O gabinete de Max Horkheimer, no Ebene Leben, no terceiro andar do Stadtbibliothek Stuttgart na Praça de Milão, também recebeu seu nome.

## A sua filosofia
A expressão "teoria crítica do transversal" é empregada para designar o conjunto das concepções da Escola de Frankfurt. Horkheimer delineia seus traços principais, tomando como ponto de partida o marxismo e opondo-se àquilo que ele designa pela expressão "teoria tradicional". Para Horkheimer, o típico da teoria marxista é, por um lado, não pretender qualquer visão concludente da totalidade e, por outro, preocupar-se com o desenvolvimento concreto do pensamento. Desse modo, as categorias marxistas não são entendidas como conceitos definitivos, mas como indicações para investigações ulteriores, cujos resultados retroajam sobre elas próprias. Quando se vale, nos mais diversos contextos, da expressão "materialismo" Horkheimer não repete ou transcreve simplesmente o material codificado nas obras de Marx e Engels, mas reflete esse materialismo segundo a óptica dos momentos subjetivos e objetivos que devem entrar na interpretação desses autores.
Na teoria tradicional Horkheimer entende uma certa concepção de ciência resultante do longo processo de desenvolvimento que remonta ao Discurso do Método de Descartes (1596-1650). Descartes – diz Horkheimer – fundamentou o ideal de ciência como sistema dedutivo, no qual todas as proposições referentes a determinado campo deveriam ser ligadas de tal modo que a maior parte delas pudesse ser derivada de algumas poucas. Estas formariam os princípios gerais que tornariam mais completa a teoria, quanto menor fosse seu número. A exigência fundamental dos sistemas teóricos construídos dessa maneira seria a de que todos os elementos assim ligados o fossem de modo direto e não contraditório, transformando-se em puro sistema matemático de signos. Por outro lado, a teoria tradicional encontrou amplas justificativas para um tal tipo de ciência no fato de que os sistemas assim construídos são extremamente aptos à utilização operativa, isto é, sua aplicabilidade prática é muito vasta. 
Horkheimer admite a legitimidade e a validez de tal concepção, reconhecendo o quanto ela contribuiu para o controle técnico da natureza, transformando-se, como diz Marx, em "força produtiva imediata". Mas o reverso da moeda é negativo. Para Horkheimer, o trabalho do especialista, dentro dos moldes da teoria tradicional, realiza-se desvinculado dos demais, permanecendo alheio à conexão global dos setores da produção. Nasce assim a aparência ideológica de uma autonomia dos processos de trabalho, cuja direção deve ser deduzida da natureza interna de seu objeto. O pensamento cientificista contenta-se com a organização da experiência, a qual se dá sobre a base de determinadas atuações sociais, mas o que estas significam para o todo social não entra nas categorias da "teoria tradicional". Em outros termos, a teoria tradicional não se ocupa da gênese social dos problemas, das situações reais nas quais a ciência é usada e dos escopos para os quais é usada. Chega-se, assim, ao paradoxo de que a ciência tradicional, exatamente porque pretende o maior rigor para que seus resultados possam alcançar a maior aplicabilidade prática, acaba por se tornar mais abstrata, muito mais estranha à realidade (enquanto conexão mediatizada da práxis global de uma época) do que a teoria crítica. Esta, dando relevância social à ciência, não conclui que o conhecimento deva ser pragmático; ao contrário, favorece a reflexão autônoma, segundo a qual a verificação prática de uma ideia e sua verdade não são coisas idênticas. 
A teoria crítica ultrapassa, assim, o subjetivismo e o realismo da concepção positivista, expressão mais acabada da teoria tradicional. O subjetivismo, segundo Horkheimer, apresenta-se nitidamente quando os positivistas conferem preponderância explícita ao método, desprezando os dados em favor de uma estrutura anterior que os enquadraria. Por outro lado, mesmo quando os positivistas atribuem maior peso aos dados, esses acabam sendo selecionados pela metodologia utilizada. E esta atribui maior relevo a determinados aspectos dos dados, em detrimento de outros. 
A teoria crítica, ao contrário, pretende ultrapassar tal subjetivismo, visando a descobrir o conteúdo cognoscitivo da práxis histórica. Os fatos sensíveis, por exemplo, vistos pelos positivistas como possuidores de um valor irredutível, são, para Horkheimer, "pré-formados socialmente de dois modos: pelo caráter histórico de objeto percebido e pelo caráter histórico do órgão que percebe". 
Outros elementos de crítica ao positivismo, sobretudo os aspectos políticos nele envolvidos, encontram-se em uma conferência de Horkheimer, em 1951, com o título Sobre o Conceito de Razão. Nessa conferência, ele afirma que o positivismo caracteriza-se por conceber um tipo de razão subjetiva, formal e instrumental, cujo único critério de verdade é seu valor operativo, ou seja, seu papel na dominação do homem e da natureza. Desse ponto de vista, os conceitos não mais expressam, como tais, qualidades das coisas, mas servem apenas para a organização de um material do saber para aqueles que podem dispor habitualmente dele; assim, os conceitos são considerados como meras abreviaturas de muitas coisas singulares, como ficções destinadas a melhor sujeitá-las; já não são subjugados mediante um duro trabalho concreto, teórico e político, mas exemplificados abstrata e sumariamente, através daquilo que se poderia chamar um decreto filosófico. Dentro dessas coordenadas, a razão desembaraça-se da reflexão sobre os fins e torna-se incapaz de dizer que um sistema político ou econômico é irracional. Por cruel e despótico que ele possa ser, contanto que funcione, a razão positivista o aceita e não deixa ao homem outra escolha a não ser a resignação. A teoria justa, ao contrário, escreve Horkheimer, "nasce da consideração dos homens de tempos em tempos, vivendo sob condições determinadas e que conservam sua própria vida com a ajuda dos instrumentos de trabalho". Ao considerar que a existência social age como determinante da consciência, a teoria crítica não está anunciando sua visão do mundo, mas diagnosticando uma situação que deveria ser superada. 
Em suma, a teoria crítica de Horkheimer pretende que os homens protestem contra a aceitação resignada da ordem total totalitária. A "razão polêmica" de Horkheimer, ao se opor à razão instrumental e subjetiva dos positivistas, não evidência somente uma divergência de ordem teórica. Ao tentar superar a razão formal positivista, Horkheimer não visa suprimir a discórdia entre razão subjetiva e objetiva através de um processo puramente teórico. Essa dissociação somente desaparecerá quando as relações entre os seres humanos, e destes com a natureza, vierem a configurar-se de maneira diversa da que se instaura na dominação. A união das duas razões exige o trabalho da totalidade social, ou seja, a práxis histórica.

## Obras
- Authority and the Family (1936)
- Traditional and Critical Theory (1937)
- Dialectic of Enlightenment (1947) - com Theodor Adorno ISBN 978-0-8264-0093-2
- Eclipse of Reason (1947) (orig. 1941 "The End of Reason" Studies in Philosophy and Social Sciences Vol. IX) ISBN 978-1-4437-3041-9
- Egoism and the Freedom Movement
- The Longing for the Totally Other
- Critique of Instrumental Reason (1967) ISBN 978-0-8264-0088-8
- Critical Theory: Selected Essays (1972) ISBN 978-0826400833
- Dawn & Decline (1978) ISBN 978-0-8164-9329-6
- Suas obras coletadas foram publicadas em alemão como Max Horkheimer: Gesammelte Schriften (1985–1996). 19 volumes, editado por Alfred Schmidt e Gunzelin Schmid Noerr. S. Fischer Verlag, Frankfurt am Main.

### Artigos
- "The social function of philosophy", Studies in Philosophy and Social Science, vol. 8, n°3, Nova York, 1939.
- "The Authoritarian State". 15 (Spring 1973). Nova York: Telos Press.